# 大特雷佩爾湖

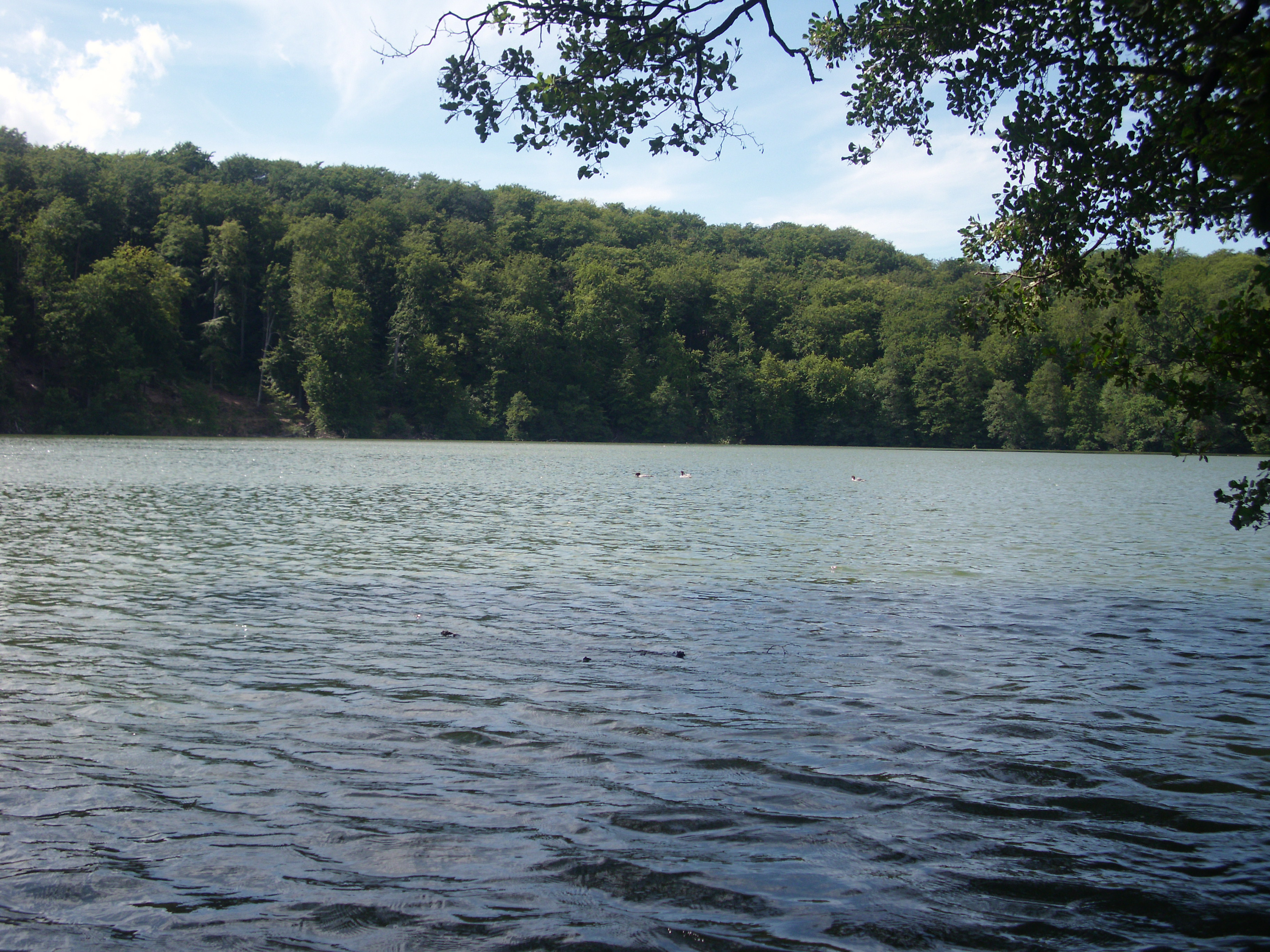

52°8′43″N 14°27′10″E / 52.14528°N 14.45278°E
大特雷佩爾湖（德語：Großer Treppelsee），是德國的湖泊，位於該國西南部，由勃蘭登堡州負責管轄，長2.4公里、寬0.6公里，面積0.7平方公里，最大水深6米，水體容量160萬立方米。